# William Dyce

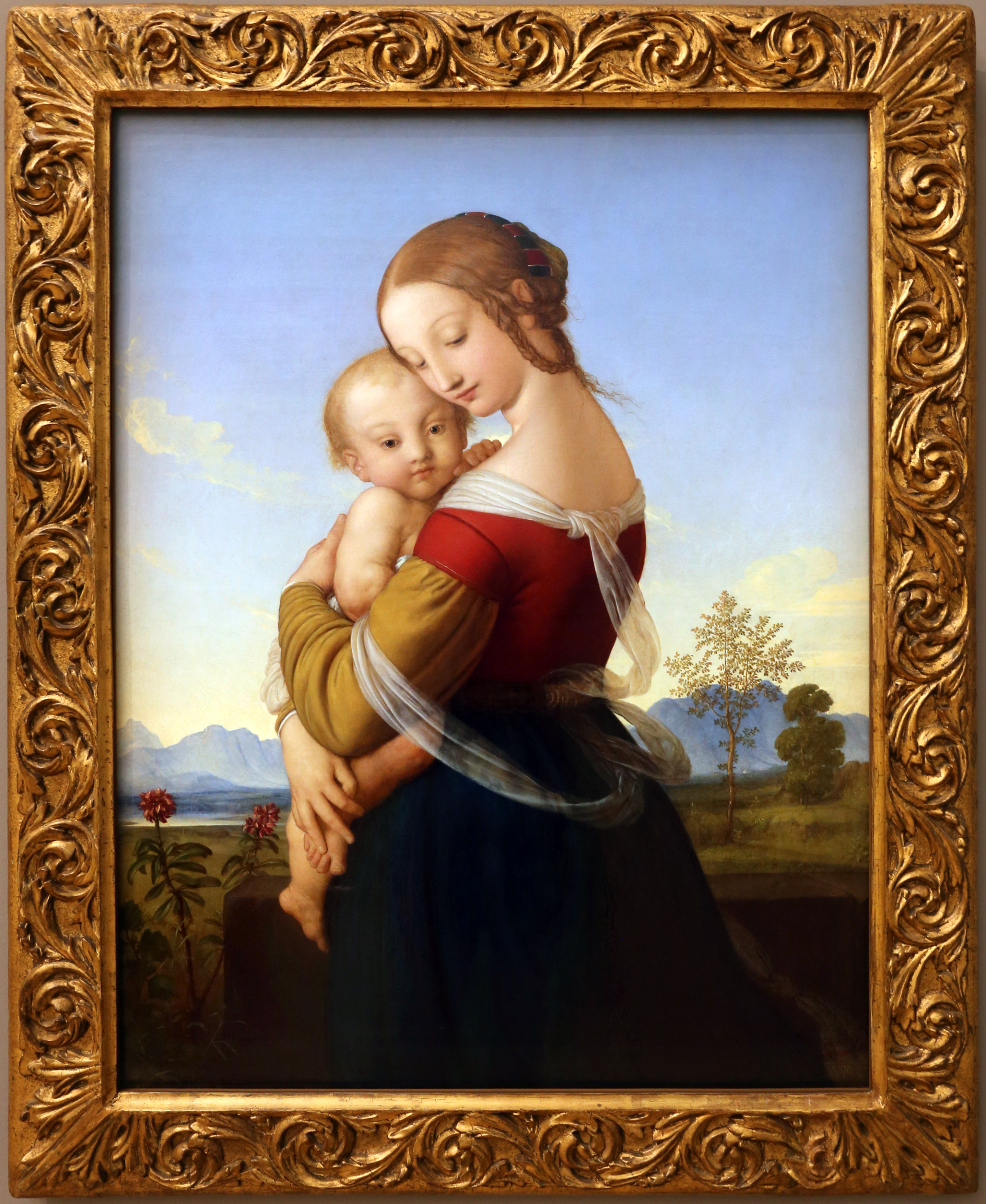
William Dyce, Madonna col Bambino, 1827-1830, Tate Britain

William Dyce (Aberdeen, 19 settembre 1806 – Londra, 14 febbraio 1864) è stato un pittore e docente scozzese.

## Biografia
I genitori di William Dyce desideravano che scegliesse la professione di medico: egli li accontentò e studiò con profitto medicina, ma si applicò anche alla teologia e alla pitturaː alla fine scelse la pittura. A diciotto anni ebbe infatti la facoltà di iscriversi alla Royal Academy of Arts di Londra. Fra il 1825 e il 1828 fece un lungo viaggio in Italia, che era la meta consueta per tutti gli studenti d'arte. Per la cultura e la sensibilità religiosa, a Roma cercò contatti col gruppo di pittori tedeschi, detti Pittori Nazareni, che lo introdussero ad un uso dei colori lucenti - quasi patinati - e a una ricerca minuziosa dei particolari. Fu anche attratto dagli spettacoli della natura, ma li interpretò come manifestazioni di una ideale grandiosità che andava ben oltre la bellezza visibile della natura.
Prese ispirazione da episodi - veri o mitici - della storia d'Inghilterra, da donne e da uomini della Bibbia e da personaggi della Divina Commedia.

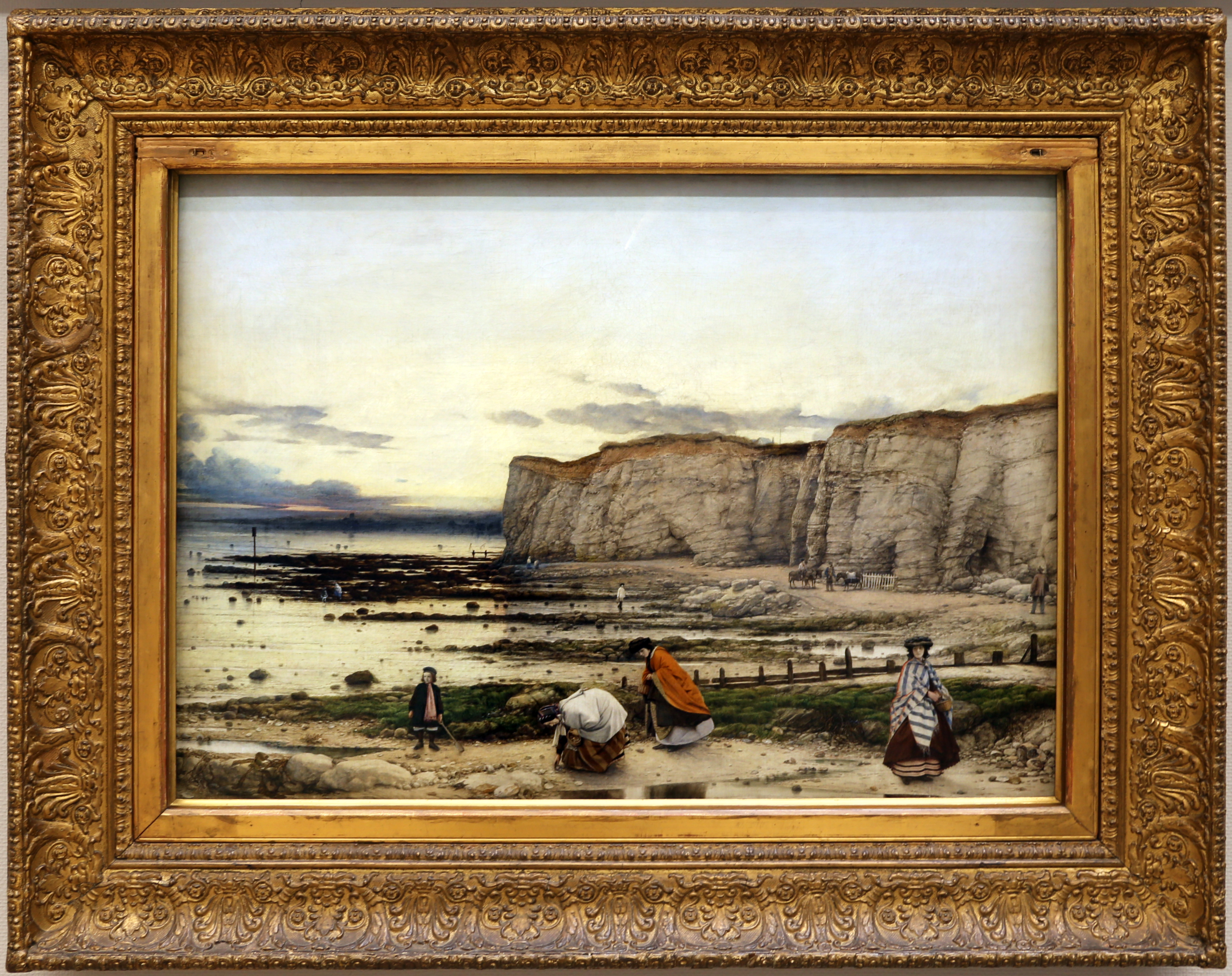
William Dyce, Pegwell bay, Kent, un ricordo del 5 ottobre 1858, 1858-1860, Tate Britain

Fu accolto come membro nella Royal Society di Edimburgo nel 1830 e nella Royal Academy of Arts di Londra il 14 febbraio 1848. Grazie all'appartenenza a questa Accademia londinese, ebbe l'incarico di dipingere una sala a Palazzo di Westminster.
Visse prima ad Edimburgo, poi nel 1830 si trasferì a Londra, ha insegnato disegno al King's College London e successivamente ne ha ottenuto l'incarico direttore.

### Opere
- Tiziano mentre prepara i colori per il suo primo dipinto, esposto alla Royal Academy nel 1857
- Giacobbe incontra Rachele al pozzo
- Re Enrico VI di Inghilterra a Towton, 1860
- Baia di Pegwell nel Kent 1858-1860, (Tate Britain)

## Galleria d'immagini

Dipinti di William Dyce
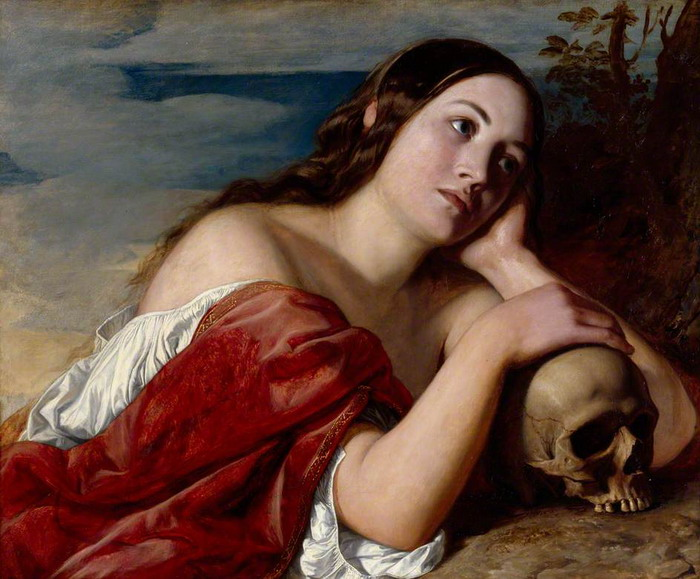
Omnia vanitas, 1848
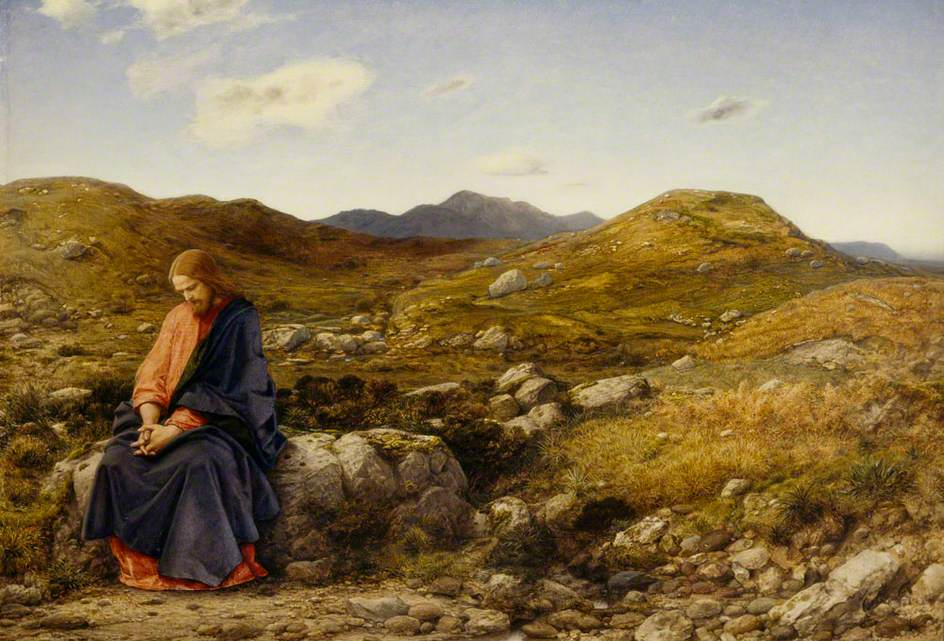
Uomo dei dolori
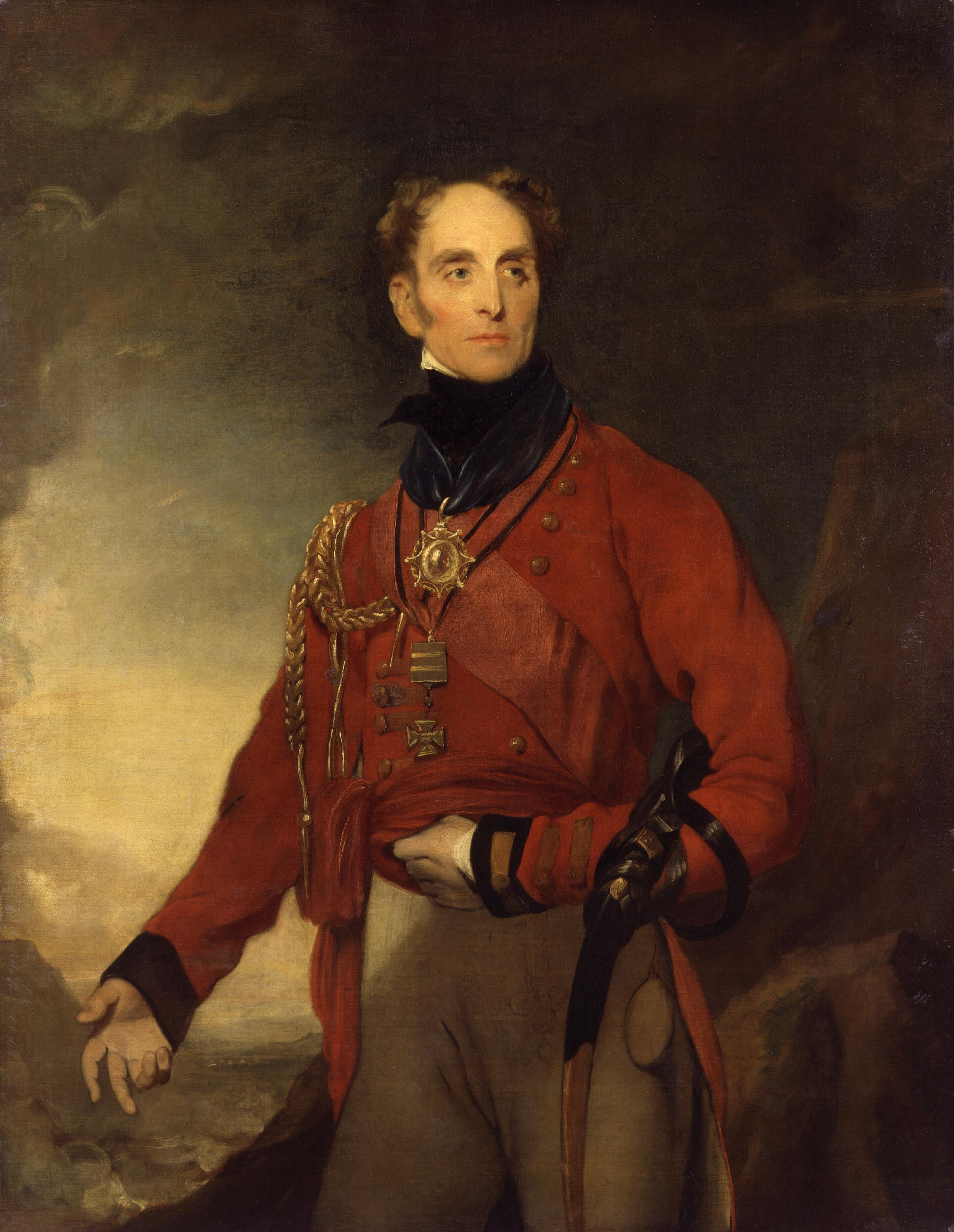
Sir Galbraith Lowry Cole, National Portrait Gallery (Londra)
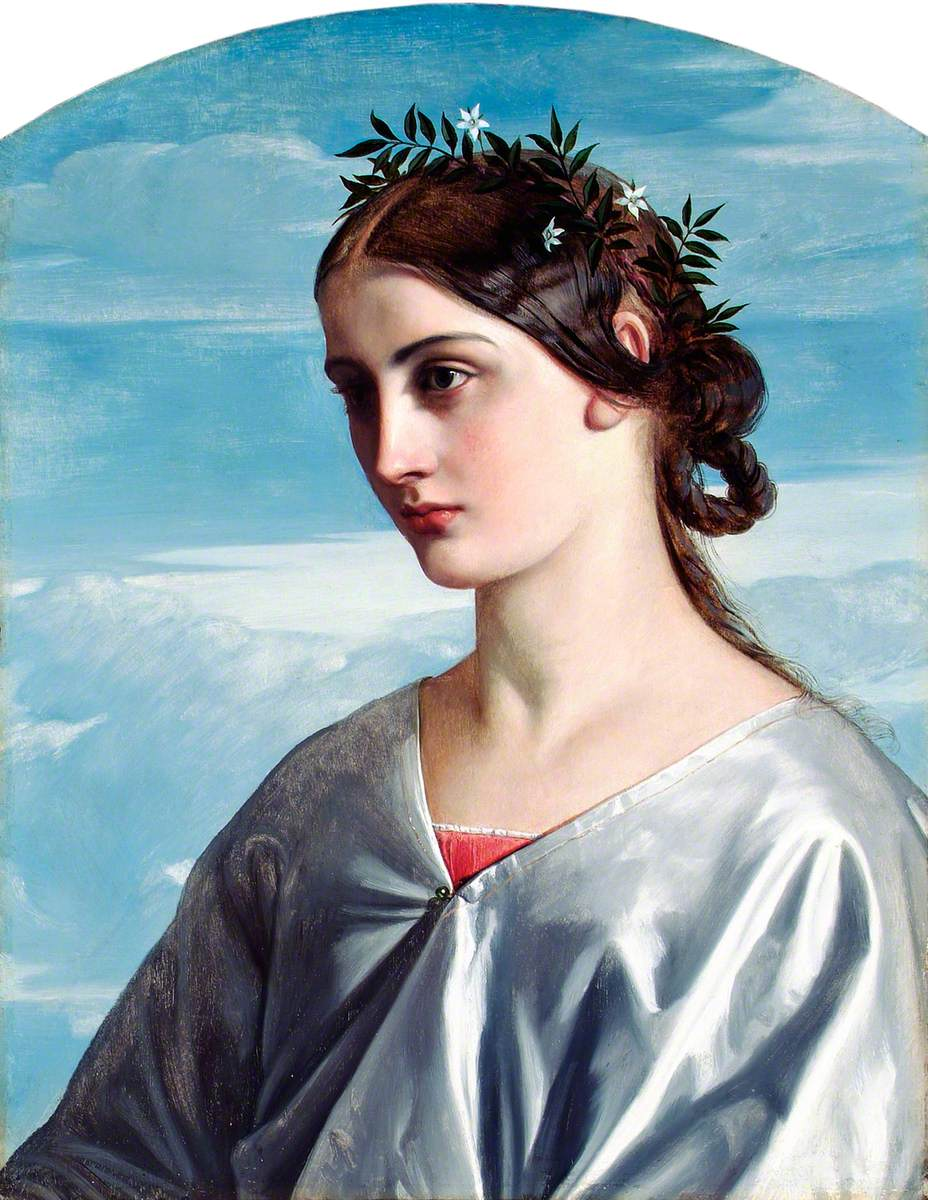
Beatrice, Aberdeen Art Gallery